# Gliese 676 Ac
Gliese 676 Ac è un pianeta extrasolare orbitante intorno alla stella nana rossa Gliese 676 A. È un gigante gassoso simile per massa a Giove, ma che pare avere molti più punti di similarità con Saturno: infatti per via delle basse temperature che lo circondano, gli astronomi hanno ipotizzato l'esistenza di un anello di frammenti di roccia e ghiaccio simile a quello di Saturno.